# Михаил Палашев
Михаил Палашев е български общественик, деец на македонската емиграция в България в края на XIX век, участник в движението за подпомагане на националноосвободителните борби на македонските българи след 1878 година.

## Биография
Михаил Палашев е роден във Велес, тогава в Османската империя. Палашев става подпредседател на образуваното през декември 1884 година в Русе Българомакедонско благотворително дружество. Палашев поддържа революционното крило в дружеството и през март 1885 година е изключен от него заедно с Никола Живков, Драган Стоянов, Коста Паница и Коста Шавкулов. Изключените дейци създават Българомакедонския централен революционен комитет „Искра“. Палашев подпомага излизането на органа на дружеството вестник „Македонец“, полемиращ с по-умерения „Македонски глас“ в София, и защитаващ революционните методи за освобождение на Македония и организирането на клонове на дружеството из страната.